# Максар-Хурц
Ма́ксар-Хурц (личное имя монг. Наваанлувсанцэдэнгийн Магсаржав; Магсар хурц — устойчивое прозвище; 1869—1935) — государственный чиновник периода богдо-ханской Монголии, первый министр юстиции МНР, историограф. Отец знаменитого монгольского певца М. Дугаржава.

## Биография

### Ранние годы и образование
Максаржав родился в 1869 году в хошуне Далай-бэйсэ Сэцэн-ханского аймака Внешней Монголии вторым сыном арата-ремесленника Наванлувсанцэдэна. Умирая, отец заставил усыновить своего пятилетнего ребёнка одного земляка, ламу-астролога Самбу. До 15 лет Максаржав выполнял чёрную работу по хозяйству. Нанимаясь батраком в один зажиточный аил в течение трёх лет, выучился монгольскому письму. В возрасте 21 года женился на Гундсамбу (Уушийн Гүндсамбуу), которая впоследствии родила ему троих сыновей и четверых дочерей.

### Чиновная карьера
С 1886 по 1894 год проработал писарем в канцелярии Эрдэнэ-Далай-вановского хошуна, затем до конца 1905 года служил при чуулгане Сэцэн-ханского аймака, когда был отобран и переведён в подчинение Шабинского ведомства при Богдо-гэгэне; где прослужил до 1915 года. После национальной революции был пожалован титулом хар-зайсана. С конца 1912 года по указу Богдо-хана вместе с Жамьян-гуном, Галсандоной-Хурцем, Бадрах-Батор-гуном и Бат-Очиром участвовал в переводе 369 томов старого маньчжурского законодательства на монгольский язык, а также работал над составлением 65 томов нового монгольского кодекса законов. В 1918 году Максаржав был произведён в помощники министра по делам религии и государства; работал над подготовкой указов. В 1919 году за заслуги перед Министерством внутренних дел ему был пожалован титул «Помощник государства, зоркий, мудрый, воинственный князь» (монг. Улсад туслагч хурц билигт дайчин гүн), сокращавшийся в простонародье до «Хурц-гун».

### Участие в Народной революции
После китайской оккупации страны и роспуска автономного правительства Максар-Хурц отошёл от государственных дел и весной 1920 года примкнул к ургинской революционной группе. Он собственноручно вырезал печать новообразованной Народной партии и проследил, чтобы Д. Догсом и С. Данзан составили письмо с просьбой о помощи к Советам в подобающих выражениях. Включился в антикитайскую деятельность в столице, за что осенью, после неудачного штурма Урги Азиатской дивизией Унгерн-Штернберга и последовавшего военного переворота в стане оккупационного правительства, вместе со многими другими представителями старой монгольской элиты был заключён под стражу. После освобождения Урги Унгерном Максар-Хурц восстановил связи с Народной партией и, сразу после занятия Народной армией столицы, 10 июля был избран на пост министра юстиции.

### В Монгольской народной республике
В 1922 году совместно с Ц. Ж. Жамцарано и Ч. Бат-Очиром возглавил комиссию по разработке конституции Монголии. 15 марта вступил в МНП; 8 августа совместно с несколькими другими чиновниками Минюста основал 9-ю партийную ячейку. 31 августа руководил приведением в исполнение приговора о расстреле Д. Бодо и ещё 14 человек, обвинённых в контрреволюционной деятельности, однако уже в феврале 1923 года против самого Максар-Хурца завели дело. Он был арестован; в мае официально уволен с поста министра. По решению ЦК МНП от 14 июня Максар-Хурц, а также Алтангэрэл, Гончигдаш, Лхамжав и Жамьяндамба были исключены из партии за подрывную деятельность против государства. Составленный ими проект конституции был признан слишком буржуазным, и Максар-Хурц был выведен из состава комиссии по её подготовке.
Проведя несколько месяцев без работы, Максар-Хурц в 1923 году устроился начальником канцелярии в Министерство по делам религии, а затем помощником по вопросам пропаганды в МВД, где проработал до 1927 года. В 1925 году на основе имеющихся у него сведений написал книгу о богдо-ханском периоде истории страны (выдержки из неё вошли в изданный в 1934 году труд А. Амара по истории Монголии). 5 октября 1929 году, в разгар экспроприации имущества бывших феодалов, на одном из собраний Б. Шарав завил, что, будучи в период китайской оккупации правой рукой коллаборациониста Г. Бадамдоржа, Максар-Хурц скопил большое состояние, и теперь следует его изъять; однако 10 октября было объявлено, что заявления, будто бы он присваивал собираемые с народа подати, не имеет под собой документальных подтверждений.